# تشيندو
ميغيل بورلان نوغويرا (بالإسبانية: Chendo)‏ الملقب بـ تشيندو، من مواليد 12 أكتوبر 1961 ، لاعب كرة قدم إسباني سابق، لعب طوال فترته الرياضية مع نادي ريال مدريد الإسباني. والآن يعمل في منصب إداري في ريال مدريد.
لعب مع منتخب إسبانيا لكرة القدم في بطولتين لكأس العالم 1986 و 1990.

## مسيرته الكروية
لعب تشيندو خلال مسيرته الاحترافية مع ناديين في عشرون موسمًا وسجل خلالها 4 أهداف ضمن 430 مباراة. حيث فاز في ثلاثة مواسم بالكأس وفي سبعة مواسم بالدوري.
خاض تشيندو مسيرته مع نادي ريال مدريد كاستيا في موسم 1980–81 في المرة الأولى ولمدة موسمين ثم في موسم 1982–83 لمدة موسم واحد، مشاركًا طوالها في 67 مباراة سجل خلالها هدفًا واحدًا. ثم انتقل إلى نادي ريال مدريد في موسم 1981–82 في المرة الأولى ولمدة موسمين ثم في موسم 1983–84 ليلعب معه خمسة عشر موسمًا، حيث شارك طوالها في 363 مباراة سجل خلالها 3 أهداف.

## روابط خارجية
- تشيندو على موقع الاتحاد الدولي (مؤرشف)  (الإنجليزية)
- تشيندو على موقع قاعدة بيانات كرة القدم.إي يو (الإنجليزية)
- تشيندو على موقع ناشيونال فوتبول تيمز (الإنجليزية)